# Mollinedia eugeniifolia
Mollinedia eugeniifolia är en tvåhjärtbladig växtart som beskrevs av Janet Russell Perkins. Mollinedia eugeniifolia ingår i släktet Mollinedia och familjen Monimiaceae. Inga underarter finns listade i Catalogue of Life.